# Skibinding
 Der er for få eller ingen kildehenvisninger i denne artikel, hvilket er et problem. Du kan hjælpe ved at angive troværdige kilder til de påstande, som fremføres i artiklen.

En skibinding er den mekanisme der holder en skistøvle fast på en ski. Denne artikel indeholder en gennemgang af de skibindinger der er fremstillet gennem historien.

## Alpin og langrend
Forskellen på alpin og langrend er at i langrend skal du kunne løbe op ad bakken. Dette kræver at du kan bevæge dig mere frit og derfor er bindinger til langrend ikke så "bindende" som alpine bindinger. I langrend kan man bevæge hele foden og er kun bundet fast i forenden af foden. Alpinstøvlen klikket fast i skien både foran og bagved. Desuden er den alpine støvle hård og næsten umulig at gå i, idet foden spændt fast i en bestemt vinkel.
I langrend findes der fire hovedtyper bindinger:
- NIS (Nordic Integrated System) som er det sidste nye fra Rottefella,
- NN (Nordic Norm) som er den oprindelige variant fra Rottefella,
- NNN (New Nordic Norm) som er en videreudviklet variant af NN og SNS (Salomon Nordic System) som er en binding der fuldstændig ligner NNN, forskellen er at SNS er smallere. Rottefella-betegnelsen var i brug allerede i 1960'erne.

## Historie
Den ældst kendte skibinding var bare en strop der gik gennem skien og over tæerne. Denne binding blev lavet af vidjer eller læder. Den fungerer godt hvis man bruger sko med opadgående spids, men holder ikke godt med andre sko.
I 17- og 1800-tallet blev det almindeligt at bruge hælstrop eller såkaldt Ilke-binding. Hælstroppen gik fra tåstroppens sider og helt rundt om hælen på skoen. Den ble oftest lavet av vidjer, da dette gav meget bedre støtte sidelæns end en læderrem gjorde. Ilke-bindingen har en klods på skien bag tåstroppen eller en «for kort» hælstrop som begge har det formål at bremse fodens udglidning fra tåstroppen.

### Huitfeldt-bindingen
Tidlig i 1900-tallet begyndte man at bruge metal i skibindingerne. Den første variant var Huitfeldt-bindingen med et fladjern gennem et hul i skien, og tåbånd og hælbånd fæstet på denne. Huitfeldt-bindingen blev set som en revolution på området da den var solid, let at reparere og ikke for dyr. Bindingen blev sat i serieproduktion i 1896. For at gøre det enklere at spænde af og på blev der ofte brugt en Høyer-Ellefsen-strammer på hælen. Den fik et stort marked i 30 år indenfor både langrend og alpin.
Ca. 1920 blev bindingerne for første gang skruet på skiene. Dette gjorde skiene meget stærkere, siden det ikke skulle være et hul fra siden, og der kunne blive mere støtte sidelæns for støvlerne, som begyndte at få flade sider foran.
Spanskrør-bindingen er en lignende binding, men med et spanskrør som hælstrop som trækkes forover og fæstes foran bindingen med en vingemutter.
Huitfeldt-bindingen blev videreudviklet, og kendes nu af de fleste som Kandahar-bindingen.

### Kandaharbindingen
Guido Reuge konstruerede i 1932 en binding der hedder Kandahar. Navnet stammer fra Kandahar-løbet, der er et årligt tilbagevendende løb i alperne. På Holmenkollen i Norge kaldte man de alpine øvelser "Holmenkollen Kandahar".
Efterhånden som skisporten krævede hurtigere udstyr begyndte nogen at udvikle tåbindinger. Her kan nævnes bergendahl-bindingen, Seebergs patent fra 1932, og desuden Rottefella.
Kandahar kræver at sålen på skistøvlen er forlænget med kanter foran.

### NN75mm
Denne binding blev konstrueret i 1927 af Bror With og fik sit gennembrud under OL i St. Moritz i 1928 da den norske militærpatrulje brugte bindingerne og tog guld.
Rottefella blev først lavet i mange størrelser, tilpasset forskellige sko, men i 1970erne blev dette standardiseret til få, og til sidst til en 75mm standard. I starten har den været brugt af professionelle men efterhånden i 1970-80 er den blevet hver mands eje.
NN75 kræver at støvlen har en kantet sål foran og tre huller under tæerne.
Omkring 1990 blev der udviklet nye typer bindinger med en metalring foran på skoen. De ligner hinanden meget men passer ikke sammen. De kaldes SNS og NNN og produceres altså af konkurrerende grupper af firmaer. Her klikker man ringen i en lås som kan løsnes med et tryk f.eks. med skistaven.

### SNS
Står for Salomon Nordic System og markedsføres af Salomon. SNS-bindingen har to former som ikke passer sammen.
Den første SNS-binding var med en ret spids snude på støvlen hvor ringen sad ret fremskudt. Selve bindingen var i forhold til de lignende modeller ret smal og kort.
Den senere udviklede SNS-binding har en metalring under fronten af skoen og ca. 1,5 cm bred.

### NNN
NNN er en forkortelse af New Nordic Norm der markedsføres af Rottefella. I starten var der på markedet kun en enkelt binding som bestod af en låsemekanisme til en ring foran i støvlen og to spor der stak op i støvlen.